# Список національних парків Сербії
Система національних парків Сербії складається з 5 парків.

## Національні парки
|  | № | Українська назва              | Оригінальна назва           | Площа, км² | Рік одержання статусу |
|  | - | ----------------------------- | --------------------------- | ---------- | --------------------- |
|  | 1 | Національний парк Джердап     | Национални парк Ђердап      | 636.08     | 1974                  |
|  | 2 | Національний парк Копаоник    | Национални парк Копаоник    | 118.10     | 1981                  |
|  | 3 | Національний парк Тара        | Национални парк Тара        | 220        | 1981                  |
|  | 4 | Національний парк Фрушка гора | Национални парк Фрушка гора | 266.72     | 1960                  |
|  | 5 | Національний парк Шар-Планина | Национални парк Шар-планина | 390        | 1986                  |